# Metal Inquisitor
I Metal Inquisitor sono un gruppo musicale tedesco formatosi nel 1998 a Coblenza.
I fondatori del gruppo furono Blumi e Witchhammer; il secondo abbandonò la band nel 2000, prima della pubblicazione del primo album The Apparition, del 2002.

## Formazione

### Formazione attuale
- El Rojo – voce (1998-presente)
- Jochen "Blumi" Blumenthal – chitarra (1998-presente)
- T.P. – chitarra (2000-presente)
- KronoS – basso (1998-presente)
- Havoc– batteria (2000-presente)

### Ex componenti
- Witchhammer – batteria (1998-2000)

## Discografia

### Album in studio
- 2002 – The Apparition
- 2005 – Doomsday for the Heretic
- 2010 – Unconditional Absolution
- 2014 – Ultima Ratio Regis
- 2019 – Panopticon

### Album dal vivo
- 2007 – Doomsday at the H.O.A.

### EP
- 2013 – Euthanasia by Fire